# شاک کارل
شاک کارل (انگلیسی: Schack Carl Rantzau; ۱۱ مارس ۱۷۱۷ – ۲۱ ژانویهٔ ۱۷۸۹) نظامی و سیاستمدار اهل آلمان بود.